# 民報 (1945年)

民報1945年10月11日關於雙十節的報導

《民報》發刊於1945年10月10日，是二戰後由台灣人創辦的第一份民營中文報紙。創社社員大多來自《台灣新報》與其前身之一的《台灣民報》。由其發刊日可見其認同祖國與歡迎國民政府之心情與立場。《民報》於1947年二二八事件爆發後，3月8日被迫停刊，社長林茂生遭逮捕失蹤，發行期間未滿17個月，為研究二二八事件前後台灣史之珍貴史料。